# Chẳng phụ Như Lai, chẳng phụ nàng
Chẳng phụ Như Lai, chẳng phụ nàng (tiếng Trung: 不负如来不负卿, Bất phụ Như Lai, bất phụ khanh), tựa tiếng Anh Faithful to Buddha, Faithful to You, là một bộ phim truyền hình Trung Quốc trình chiếu lần đầu vào năm 2017. Kịch bản phim chuyển thể từ tiểu thuyết cùng tên của nhà văn Chương Xuân Di, bút danh Tiểu Xuân. Các diễn viên chính gồm Dung Trác (蓉卓), Ngưu Tử Phiên (牛子藩), Dương Đình Đông (杨廷东), A Lệ Á (阿丽亚), Châu Nghiên (朱研), Diêu Trác Quân (姚卓君).. Phim được trình chiếu lần đầu trên kênh Đằng Tấn (Tencent) Video vào ngày 20 tháng 12 năm 2017.

## Thời gian phát sóng
| Kênh           | Địa điểm   | Ngày phát sóng    | Thời gian phát sóng | Ghi chú |
| -------------- | ---------- | ----------------- | ------------------- | ------- |
| Đằng Tấn Video | Trung Quốc | 20 tháng 12, 2017 |                     |         |

## Danh sách diễn viên

### Diễn viên chính
| Diễn viên                  | Vai diễn                               | Ghi chú |
| -------------------------- | -------------------------------------- | ------- |
| Dung Trác                  | Ngải Tình                              |         |
| Ngưu Tử Phiên / Biên Trình | La Trì / Nhược Cát Ba (La Trì lúc nhỏ) |         |
| Dương Đìng Đông            | Phất Cáp Đề Bà                         |         |
| Aria                       | Diệp Hiểu Huyên / Chương Di            |         |
| Châu Nghiên                | Kỳ bà                                  |         |
| Diêu Trác Quân             | La Nghiêm                              |         |

### Diễn viên khác
| Diễn viên     | Vai diễn    | Ghi chú |
| ------------- | ----------- | ------- |
| Ngưu Phiên    | Bái Chẩn    |         |
| Lý Đông Lâm   | Côn Sa      |         |
| Trầm Dao      | A Tố        |         |
| Dư Hạo Dương  | A Đóa Lệ    |         |
| Mã Hiểu Phong | Sư Ty Ma La |         |

## Thông tin thêm
- Nguyên tác Bất phụ Như Lai, bất phụ khanh được Lương Hiền dịch sang tiếng Việt với tựa đề "Đức Phật và nàng", nhà xuất bản Văn Học.
- Theo kế hoạch, tác giả Chương Xuân Di sẽ là người chuyển thể kịch bản phim. Nhưng vào phút chót, vì nhiều lý do, Chương Xuân Di đã không tham gia công việc này. Dư luận tại Trung Quốc không đánh giá cao bộ phim vì "quá xa nguyên tác", "không hay bằng".[4]